# Processo di produzione industriale

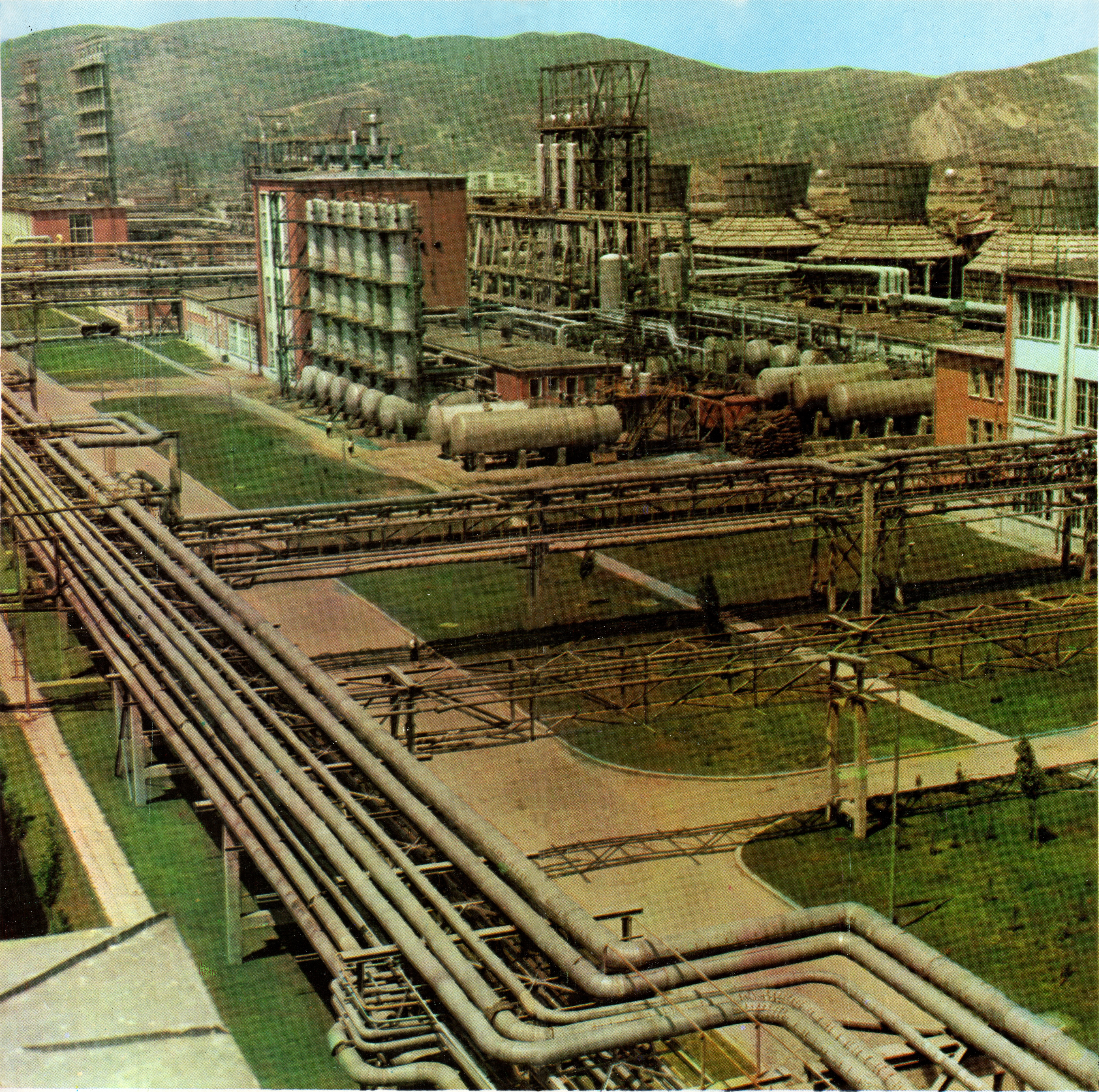
Impianto petrolchimico industriale per la trasformazione degli idrocarburi e produzione di gomma sintetica

Per processo di produzione industriale (o processo produttivo) si intende una delle fasi della produzione di un prodotto commerciale, generalmente composto da più stadi attraverso i quali questo prende forma, la trasformazione di un materiale o pezzo grezzo, o anche semi-lavorato, mediante l'uso di un utensile e/o fluido attivo, per ottenere un prodotto finito.
L'analisi, progettazione e ottimizzazione dei processi industriali sono oggetto dell'ingegneria gestionale e di processo.

## Il processo industriale

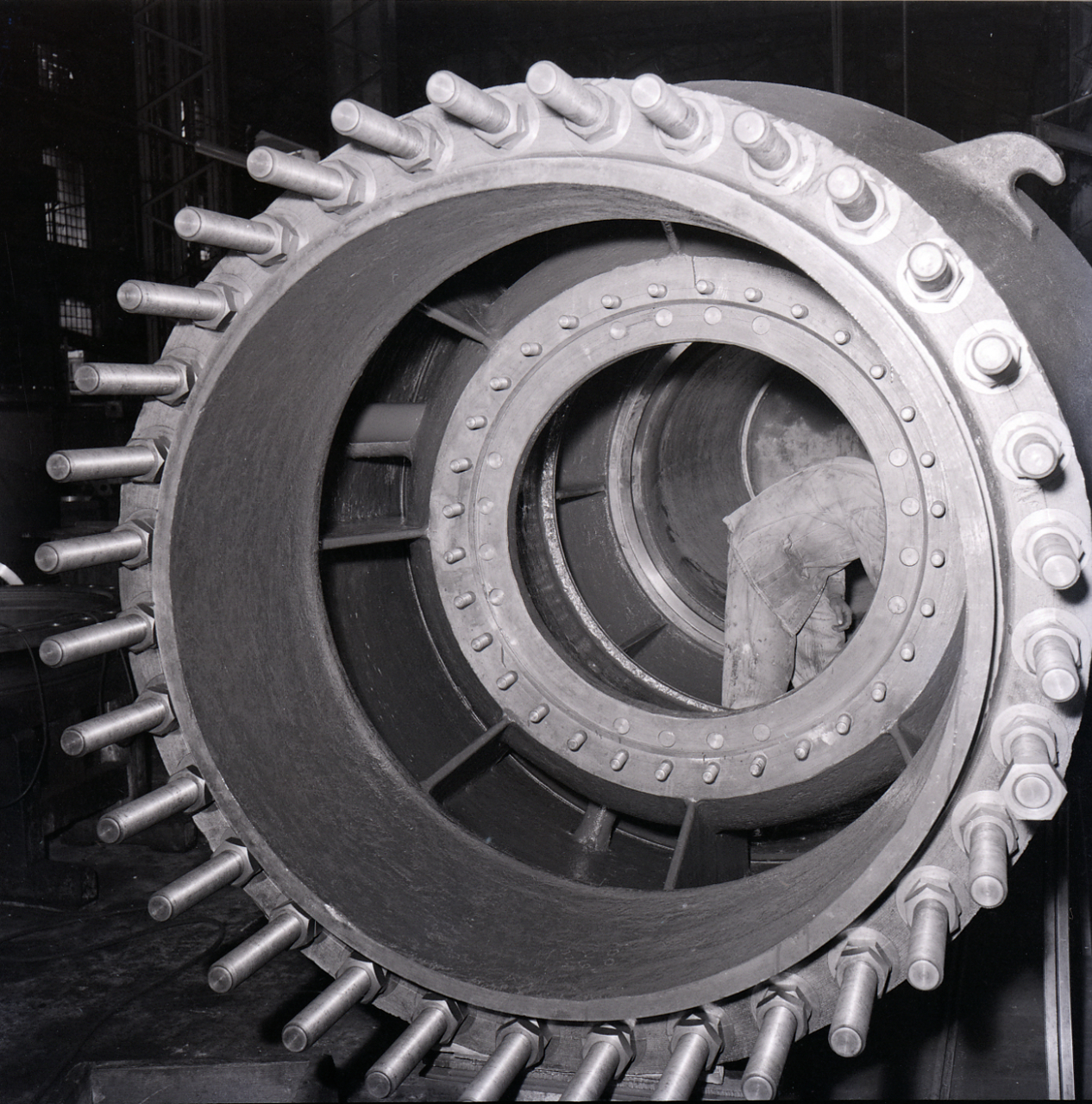
Paolo Monti, 1958

I processi di produzione industriale si possono classificare in base al ciclo tecnologico adatto al materiale o pezzo di partenza. In base ai processi scelti si passa poi alla scelta del sistema di produzione più conveniente. L'Ente Nazionale Italiano di Unificazione (UNI) non ha, sinora, presentato una nomenclatura scientifica dei diversi processi di produzione industriale.
Nella DIN 8580 si tenta una suddivisione dei processi di produzione industriale in diverse categorie, a seconda del tipo di effetto che il singolo processo ha sulla coesione fra le parti o particelle che compongono il corpo solido soggetto a lavorazione (pezzo da lavorare), o materiale grezzo. Tale coesione, infatti, mediante la tecnologia del processo produttivo, può essere creata ex novo, può esistere già e cambiare caratteristiche, può essere aumentata oppure essere diminuita o addirittura eliminata. In virtù di queste possibilità, la DIN 8580 prevede le seguenti categorie di processi, talvolta astratte, per le quali nell'italiano tecnico non sempre è stato possibile trovare dei termini inequivocabili:
1. Formatura di materiale amorfo
2. Trasformazione / deformazione plastica
3. Unione
4. Separazione
5. Trattamento di superficie
6. Costituisce una categoria sui generis la modifica delle caratteristiche fisiche intrinseche del materiale tramite la lavorazione mediante processi termici, chimici o biologici

## Processo di fabbricazione (per parti)

### Formatura di materiale amorfo
1. fusione
2. sinterizzazione

### Trasformazione / deformazione plastica
Processi di massa
1. laminazione
2. fucinatura e stampaggio
3. estrusione
4. trafilatura

Processi delle lamiere
1. tranciatura
2. taglio al laser
3. taglio al plasma
4. termoformatura
5. piegatura / imbutitura / punzonatura

### Unione
1. saldatura / brasatura
2. incollaggio
3. calettatura
4. rivettatura

### Separazione (asportazione di truciolo)
Nella lavorazione meccanica, il taglio del metallo in eccesso per arrivare alla dimensione voluta avviene, in genere, per contatto. I due modi più conosciuti sono: la tornitura e la fresatura. Il taglio del materiale avviene con "inserti" di metallo duro, chiamato "WIDIA", agglomerato di metalli fino ad ottenere barre dove successivamente vengono modificate per ottenerne inserti utili all'asportazione del materiale. Le operazioni di taglio sono divise in diverse fasi: sgrossatura, semifinitura e/o finitura. Entrambe le operazioni avvengono bloccando il pezzo su piattaforme mobili o fisse il tutto in funzione dell'operazione da eseguire. Se l'operazione da eseguire è quella di tornitura è il pezzo che si muove cioè ruota mentre l'inserto, fissato su una barra rigida il tutto chiamato utensile, taglia il metallo. Se l'operazione da eseguire è quella di fresatura il pezzo è fissato su una tavola portapezzo mobile oppure fissa e mentre l'utensile, avente su di esso diversi inserti tutti posizionati alla stessa altezza, ruota su se stesso taglia il metallo. In entrambe le operazioni in questi ultimi anni le macchine che eseguono queste operazioni sono controllate da CNC (Controllo numerico computerizzato), in pratica sono computer industriali che controllano il movimento degli assi della macchina.
1. alesatura
2. foratura
3. fresatura
4. piallatura
5. rettifica
6. tornitura
7. brocciatura

### Trattamento di superficie
1. decapaggio
2. galvanizzazione
3. rivestimenti pvd (Deposizione fisica da vapore)
4. rivestimenti cvd (Deposizione chimica da vapore)
5. sabbiatura (tecnologia)
6. verniciatura a polvere

### Modifica delle caratteristiche fisiche
1. bonifica (metallurgia)
2. tempra
3. rinvenimento

## Processo di assemblaggio (per parti)
Realizzazione di un elemento dato dall'assemblaggio di vari componenti.
La linea d'assemblaggio deve potere soddisfare gli standard di capacità produttiva previsti; di conseguenza occorre analizzare la domanda del prodotto e la conseguente capacità produttiva dell'impianto.
Indicando con:
minT : minuti di lavoro in un turno
n°T : numero di turni di lavoro in un giorno
gg : giorni di lavoro
Vol : volume di produzione
La cadenza della linea deve essere pari a:
C =  minT*gg*n°T/Vol
Il volume di produzione per un singolo turno è pari a:
VolT= minT/Cps